# Marieke Oeffinger

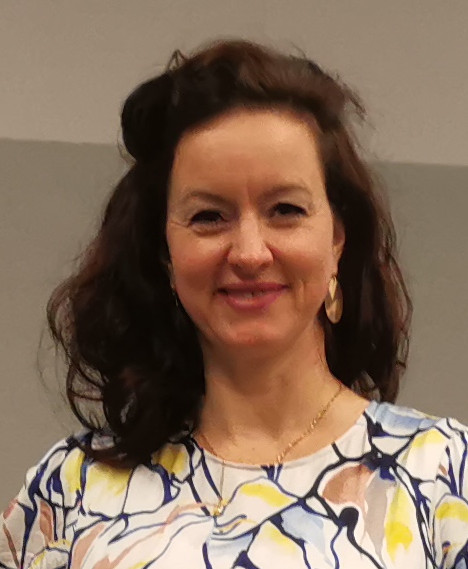
Marieke Oeffinger bei der German Comic Con (2022)

Marieke Oeffinger (* 10. Juli 1979 in Frankfurt am Main) ist eine deutsche Theater- und Filmschauspielerin, Moderatorin und Synchronsprecherin.

## Werdegang
Nach dem Abitur am Gymnasium in Tutzing studierte sie an der LMU München Amerikanische Kulturgeschichte, Amerikanische Literaturgeschichte und Theaterwissenschaften.
Parallel zu ihrem Studium lernte sie Schauspiel, Gesang und Tanz an diversen Schulen. Des Weiteren besuchte sie eine Musicalworkshops an den Performing Arts Studios Vienna in Wien und der Stage Academy in Hamburg.
Marieke Oeffinger besitzt den EAC-Abschluss (European Actors Card).
Sie ist die ältere Schwester von Leoni Kristin Oeffinger.

## Filmografie (Auswahl)
- 1999: Streit um drei (ZDF, Folge: Raus hier!)
- 2000: Marienhof (ARD)
- 2003: Unter uns (RTL)
- 2013: Trüffeljagd im Fünfseenland
- 2014: Let’s go! (ARD)

Kurzfilme
- Stop (Bavaria Film, Ausbildung)
- Omega99 (Merz Akademie)
- Geheimnisse einer Nacht (HFF München)
- allein? (Bavaria Film, Ausbildung)

## Synchronisation (Auswahl)
Vanessa Hudgens
- 2007: High School Musical 2 als Gabriella Montez
- 2008: High School Musical 3: Senior Year als Gabriella Montez
- 2011: Beastly als Lindy
- 2012: Die Reise zur geheimnisvollen Insel als Kailani
- 2013: Frozen Ground als Cindy Paulson
- 2013: Gimme Shelter als Agnes „Apple“ Bailey
- 2015: Freaks of Nature als Lorelei
- 2016: Grease Live! als Betty Rizzo
- 2018–2021: Prinzessinnentausch Teil 1–3 als Stacy DeNovo / Margaret Delacourt
- 2018: Manhattan Queen als Zoe
- 2019: The Knight Before Christmas als Brooke Winters
- 2020: Bad Boys for Life als Kelly
- 2020: Prinzessinnentausch: Wieder vertauscht als Stacy DeNovo / Margaret Delacourt und Lady Fiona Pembroke
- 2021: Asking for it als Beatrice
- 2021: Tick, Tick… Boom! als Karessa

Natalie Dormer
- 2008–2011: Die Tudors (Fernsehserie) als Anne Boleyn
- 2012–2016: Game of Thrones (Fernsehserie) als Margaery Tyrell
- 2013–2014: Elementary (Fernsehserie) als Irene Adler
- 2014: Die Tribute von Panem – Mockingjay Teil 1 als Cressida
- 2014: The Riot Club als Charlie
- 2015: Die Tribute von Panem – Mockingjay Teil 2 als Cressida
- 2016: The Forest als Sara / Jess Price
- 2019: The Professor and the Madman als Eliza Merrett
- 2020: Penny Dreadful: City of Angels als Magda / Elsa / Alex / Rio

Emily Osment
- 2006–2011: Hannah Montana (Fernsehserie) als Lilly Truscott
- 2009: Hannah Montana – Der Film als Lilly Truscott / Lola Luftnagel
- 2009: Die Entführung meines Vaters als Melissa Morris
- 2011: Internet-Mobbing als Taylor Hillridge
- 2015: No Way, Jose als Summer
- 2021: Pretty Smart als Chelsea

Tuppence Middleton
- 2014: The Imitation Game – Ein streng geheimes Leben als Helen
- 2015: Jupiter Ascending als Kalique Abrasax
- 2015: Spooks – Verräter in den eigenen Reihen als June Keaton
- 2019: Edison – Ein Leben voller Licht als Mary Edison
- 2019: Fishermans Friends als Alwyn
- 2020: Mank als Sara Mankiewicz

Tessa Thompson
- 2017: Thor: Tag der Entscheidung als Walküre
- 2019: Avengers: Endgame als Walküre
- 2022: Thor: Love and Thunder als König Walküre
- 2023: The Marvels als König Walküre
- 2023: What If…? (Fernsehserie) als Walküre (1 Folge)

Anna Popplewell
- 2005: Die Chroniken von Narnia: Der König von Narnia als Susan Pevensie
- 2008: Die Chroniken von Narnia: Prinz Kaspian von Narnia als Susan Pevensie
- 2013–2017: Reign als Lola Fleming/Narcisse
- 2023: The Nun II als Kate

Margarita Levieva
- 2007: Unsichtbar – Zwischen zwei Welten als Annie Newton
- 2009: Adventureland als Lisa P.

Ashley Johnson
- 2009–2010: Ben 10: Alien Force (Fernsehserie) als Gwen Tennyson
- 2011–2012: Ben 10: Ultimate Alien (Fernsehserie) als Gwen Tennyson

Rachel Bilson
- 2011: L!fe Happens – Das Leben eben! als Laura
- 2011/2013–2014: How I Met Your Mother (Fernsehserie) als Cindy

Kate Mara
- 2015: Captive als Ashley Smith
- 2015: Der Marsianer – Rettet Mark Watney als Beth Johanssen

Deepika Padukone
- 2015: Bajirao & Mastani – Eine unsterbliche Liebe als Mastani
- 2015: Der Zauber in Dir – Tamasha als Tara

### Filme
- 1992: Porco Rosso – Akemi Okamura als Fio
- 2005: American Pie präsentiert: Die nächste Generation – Arielle Kebbel als Elyse Houston
- 2005: Elvis – Jennifer Rae Westley als Dixie Locke
- 2005: Romasanta – Im Schatten des Werwolfs – Elsa Pataky als Barbara Garcia
- 2006: Halloweentown 4 – Das Hexencollege – Kristy Wu als Scarlett Sinister
- 2006: Flicka – Freiheit. Freundschaft. Abenteuer. – Alison Lohman als Katy MacLaughlin
- 2007: Jump In! – Jajube Mandiela als Yolanda Brooks
- 2008: Traum ohne Ende – Sally Ann Howes als Sally O’Hara
- 2009: Prinzessin Lillifee als Meerjungfrau
- 2009: Against the Dark – Jenna Harrison als Dorothy
- 2009: The Lodger – Rachael Leigh Cook als Amanda
- 2016: Survival Game – Violetta Getmanskaya als Kate
- 2018: Der ägyptische Spion, der Israel rettete – Maisa Abd Elhadi als Mona Marwan
- 2019: Once Upon a Time in Hollywood – Lena Dunham als Gypsy
- 2020: Birds of Prey: The Emancipation of Harley Quinn – Bojana Novaković als Erika
- 2020: Emma – Tanya Reynolds als Mrs. Elton
- 2021: Intrusion – Freida Pinto als Meera Parsons

### Serien
- 2003–2004: Silberflügel – Sharon Alexander als Marina Glanzflügel
- 2006: Pokémon – Chinami Nishimura als Officer Rocky
- 2006–2007: My-HiME – Naomi Shindō als Shizuru Fujino
- 2006–2008: Ben 10 – Meagan Smith als Gwen Tennyson
- 2006–2008: Drawn Together – Tara Strong als Prinzessin Clara
- 2006–2008: Reich und Schön – MacKenzie Mauzy als Phoebe Forrester
- 2006–2009: Tauschrausch – Grey DeLisle als Riley Daring
- seit 2007: South Park – April Stewart als Wendy Testaburger (2. Stimme)
- 2008: Die Zauberer vom Waverly Place – Chelsea Kane als Kari Langsdorf
- 2009–2013: 90210 – AnnaLynne McCord als Naomi Clark
- 2011: Primeval – Rückkehr der Urzeitmonster – Ruth Bradley als Lady Emily Merchant
- 2011–2014: Pokémon – Aoi Yûki als Lilia
- 2012–2017: Once Upon a Time – Es war einmal … – Keegan Connor Tracy als Blaue Fee/Mutter Oberin
- 2014: Vampire Diaries – Janina Gavankar als Tessa
- 2015: Akame ga Kill! – Sora Amamiya als Akame
- 2015–2016: Scream – Amelia Rose Blaire als Piper Shaw
- seit 2016: Miraculous – Geschichten von Ladybug und Cat Noir – Faye Mata als Kagami Tsurugi
- 2016: Victoria – Aoife Kennan als Abigail Owen
- 2016–2018: Shooter – Shantel VanSanten als Julie Swagger
- 2016–2023: Attack on Titan – Yuu Shimamura als Annie Leonhardt
- seit 2017: Fairy Tail – Sayaka Ohara als Erza Scarlet
- 2017–2019: The Handmaid’s Tale – Der Report der Magd für Kristen Gutoskie als Beth
- 2017–2021: Haus des Geldes – Esther Acebo als Mónica Gaztambide alias Stockholm
- 2017–2019: GLOW – Alison Brie als Ruth Wilder
- 2018–2022: Der Denver-Clan – Ana Brenda Contreras und Daniella Alonso als Cristal Jennings Carrington
- 2018: 1983 – Michalina Olszańska als Ofelia Ibrom
- 2018: You – Du wirst mich lieben – Elizabeth Lail als Guinevere Beck
- 2019: Konosuba als Darkness
- 2020–2023: The Flash – Danielle Panabaker als Caitlin Snow
- 2020–2022: Ninjago – Jennifer Hayward als P.I.X.A.L.
- 2020: Hawaii Five-0: Verunglückt – Kate Siegel als Leslie
- 2021: Inside Job – Lizzy Caplan als Reagan Ridley
- 2021: Iroduku: Die Welt in allen Farben – Ikumi Hasegawa als Sana Asakawa
- 2023: Diplomatische Beziehungen – Ali Ahn als Eidra Graham
- 2023: Navy CIS: L.A. für Piper Curda als Lisa Cho

### Videospiele
- Clive Barker’s Jericho: Kate Higgins als Sergeant Wilhelmina ‘Billie’ Church und Susan Silo als Hanne Lichthammer
- League of Legends: Kindred
- Halo Infinite: Cortana und Die Waffe
- Cyberpunk 2077: Phantom Liberty: als Alena „Alex“ Xenakis
- Assassin’s Creed Shadows, als Dame Oichi

## Theater (Auswahl)
- Salzachfestspiele in Shakespeares „Was ihr wollt“ (Rolle: Viola/Ceasrio)
- Münchner Musicaltheater in „Annie (Musical)“ (Rolle: Lily Astor)
- Fritzi’s Kinder- & Musicaltheater, Neuhof in „Die Maschimaschine“ (Rolle: Hanna)
- Junge Schaubühne, Hanau in „Blick zurück im Zorn“ (Rolle: Alison)
- Junge Bühne, Tutzing in „Vorsicht, Trinkwasser!“ (Rolle: Susan Hollander), „Der Geizige“ (Rolle: Elise)

## Hörbücher und Hörspiele
- Klingende Märchen
- Söhne der Erde
- Emily Erdbeer (Erzählerin)
- „Spring Heeled Jack“ (Livehörspiel)

## Sprecherin
- Dokumentationen
- Bravo TV Spots
- Loose TV Spots
- RedBull Sportdokumentationen und BulletPoints
- Radio Spots (McDonald’s, Hugendubel, Ratiopharm)
- Station-Voice im Disney Channel

## Moderation
- Fünf Seen Filmfestival
- AYUDH Europäisches Jugendfestival
- Gala- und Eventmoderationen (z. B. HypoVereinsbank, 5-Sterne-Hotel in Rötz …)
- Messemoderation
- Klassikkonzerte (Kulturgipfel)
- RTL Shop
- HSE24
- Red Carpet Interviews

## Werbung
- Werbefilm für Sennheiser
- Image Film „Blaue Lagune“, „Meditheranum“
- Werbeaufnahmen für Douglas